# 狩りはこりごり
『狩りはごりごり』（Sorry Safari、1962年10月1日）はトムとジェリーの作品のひとつ。演出はジーン・ダイッチ（Gene Deitch）。

## 作品内容
アフリカのジャングル。短気おやじことクリント・クローバーとトム、そして勝手についてきたジェリーは猛獣狩りに出かける。早速、貸しゾウのシドニーに乗って出発するが、ジェリーのイタズラによってトムは主人と共に振り回される羽目になる。
しかし、それでもジェリーのイタズラは止まらず、トムと主人を台ごと落としたり、ライオンが現れ猟銃を水筒とすり替え襲わせたりする。これには主人も「トムを連れてこなきゃよかった」と後悔し、水筒で一杯やりながらトムをいたぶる始末。
そんな彼らのドタバタ劇が続く中、一頭のサイと鉢合わせになるも、トムがジェリーをシドニーの鼻に隠したため、ネズミ嫌いのシドニー（ゾウはネズミが苦手だから）は彼らを置き去りにして逃げ出す。そして、サイはジェリー、トム、主人を次々と突き飛ばし空の彼方へ放り投げるが、放り投げられた3人の下敷きになりサイは遂にノックアウト。そして、生け捕られたサイと主人、トムを宙吊りにして運ぶシドニーとジェリーだった。
備考
本作のオープニングではMGM作品恒例の「レオ・ザ・ライオン」ではなく、本作に登場するライオンのアニメーションになっており、画面中央に白文字の「A METRO-GOLDWYN-MAYER CARTOON」のクレジットが表示されている。

## 登場キャラクター
トム
主人と共に猛獣狩りに行くが、ジェリーのイタズラに遭って主人の猟銃を暴発させたり、猟銃と間違えて水筒を渡したためライオンに襲われてしまうなど、主人からしっぺ返しを食らう羽目になる。最後はジェリーや主人と共にサイに追われる身になるが、全員でサイを下敷きにし、シドニーとジェリーによってサイや主人と共に生け捕られ宙吊りされながら運ばれることになった。
ジェリー
勝手についていきトムと主人にイタズラする。最後は生け捕りにしたサイ・トム・主人を木の枝に吊るして運んだ。
短気おやじ（クリント・クローバー）
トムの主人。トムがジェリーのイタズラに遭うたびにしっぺ返しする。なお、本作が彼の最後の登場作品となる。
シドニー
ゾウ。主人とトムを乗せる。ネズミが苦手でジェリーを怖がる。最後はジェリーと共にトム、主人、サイを吊るしながら運んだ。
ライオン
トムと主人の前に現れた凶暴なライオン。ジェリーが猟銃を水筒とすり替えそれをトムが主人に持たせたため、当然太刀打ちできるはずもない主人に襲い掛かる。オープニングにも登場する。
サイ
ラストに登場。トム、ジェリー、主人を角で突き飛ばすが、最後は3人の下敷きになり生け捕られる。

## キャスト
TBS版 / 新吹き替え版
トム - 八代駿 / 肝付兼太
ジェリー - 藤田淑子 / 堀絢子
主人 - 北村弘一 / 島香裕
シドニー - 鹿島信哉 / 島香裕
ナレーション - 谷幹一 / なし

## 日本でのテレビ放映
TBS系および他系列で1964年～1990年頃まで時折放映された。現在、カートゥーンネットワークでもたまに放送されている。

## カットシーン
- TBS版ではライオンのシーンはカットされている。
- カートゥーンネットワーク版ではトムの耳が聞こえなくなるシーンがカットされている。

ビデオ版・DVD版ではこれらのシーンはカットされずに収録されている。